# Liste der Monuments historiques in Saint-Sornin (Charente-Maritime)
Die Liste der Monuments historiques in Saint-Sornin (Charente-Maritime) führt die Monuments historiques in der französischen Gemeinde Saint-Sornin auf.

## Liste der Bauwerke
| Bezeichnung              | Beschreibung                | Standort | Kennzeichnung | Schutzstatus | Datum | Bild           |
| ------------------------ | --------------------------- | -------- | ------------- | ------------ | ----- | -------------- |
| Domaine de la Mauvinière |                             | (Lage)   | PA00105238    | Inscrit      | 1988  |                |
| Kirche St-Sornin         | Erbaut im 11. Jahrhundert   | (Lage)   | PA00105239    | Classé       | 1923  | weitere Bilder |
| Tour de Broue            | Turm, erbaut im Mittelalter | (Lage)   | PA00105240    | Inscrit      | 1925  | weitere Bilder |

## Liste der Objekte
- Monuments historiques (Objekte) in Saint-Sornin (Charente-Maritime) in der Base Palissy des französischen Kultusministeriums